# Спенсер-Маунтен (Північна Кароліна)
Спенсер-Маунтен (англ. Spencer Mountain) — місто (англ. town) в США, в окрузі Ґестон штату Північна Кароліна. Населення — 0 осіб (2020).

## Географія
Спенсер-Маунтен розташований за координатами 35°18′31″ пн. ш. 81°6′48″ зх. д. / 35.30861° пн. ш. 81.11333° зх. д. (35.308557, -81.113372).  За даними Бюро перепису населення США в 2010 році місто мало площу 1,40 км², з яких 1,26 км² — суходіл та 0,14 км² — водойми.

## Демографія
Згідно з переписом 2010 року, у місті мешкало 37 осіб у 8 домогосподарствах у складі 8 родин. Густота населення становила 26 осіб/км².  Було 8 помешкань (6/км²).
Расовий склад населення:
| - 73,0 % — білих - 24,3 % — осіб інших рас |

До двох чи більше рас належало 2,7 %. Частка іспаномовних становила 24,3 % від усіх жителів.
За віковим діапазоном населення розподілялося таким чином: 43,2 % — особи молодші 18 років, 48,7 % — особи у віці 18—64 років, 8,1 % — особи у віці 65 років та старші. Медіана віку мешканця становила 20,8 року. На 100 осіб жіночої статі у місті припадало 76,2 чоловіків;  на 100 жінок у віці від 18 років та старших — 133,3 чоловіків також старших 18 років.
Середній дохід на одне домашнє господарство  становив 42 133 долари США (медіана — 47 500), а середній дохід на одну сім'ю — 42 133 долари (медіана — 47 500). 
Цивільне працевлаштоване населення становило 9 осіб. Основні галузі зайнятості: мистецтво, розваги та відпочинок — 88,9 %, інформація — 11,1 %.